# St Edmund’s College
Das St Edmund’s College ist eines der 31 Colleges der University of Cambridge in Großbritannien. Es ist eines von vier Colleges, die lediglich postgraduierte Studenten und Bachelor-Studenten im Alter von über 21 Jahren zulassen. Es ist benannt nach Edmund Rich von Abingdon (1175–1240), Erzbischof von Canterbury sowie Student und später Professor an der University of Oxford. Gegründet 1896 von Henry Fitzalan-Howard als St Edmund’s House, diente es bis Ende der 1940er Jahre hauptsächlich als Wohnheim für Studenten der Universität Cambridge. 1950 wurde es ein eigenständiges College der Universität und 1986 in St Edmund’s College umbenannt.

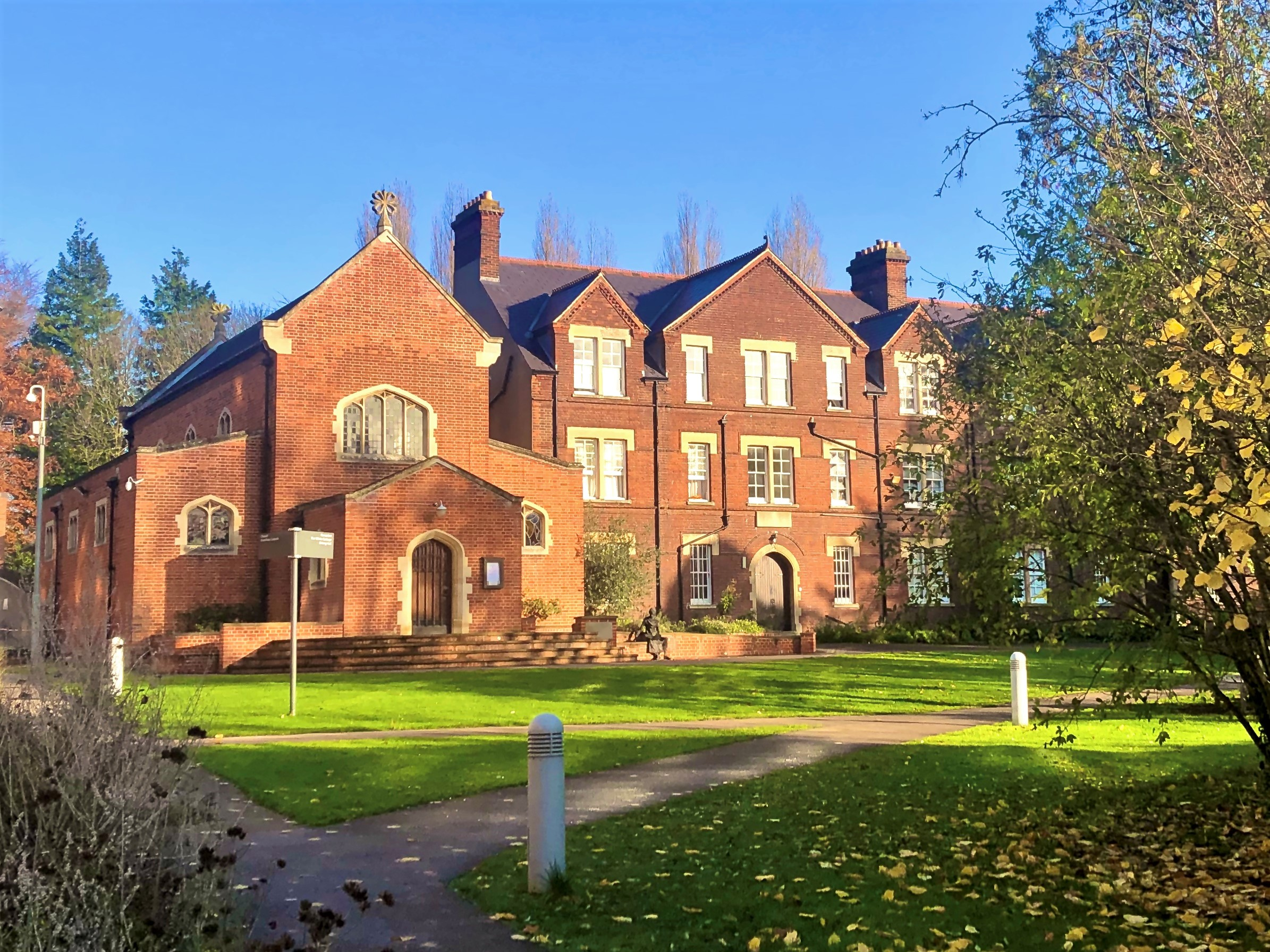
Die des Colleges (St Edmund's College Chapel) und das angrenzende Norfolk-Gebäude, ein Studentenwohnheim

St Edmund’s College ist das einzige College an der Universität Cambridge, in dessen Kapelle die Heilige Messe nach römisch-katholischem Ritus gefeiert wird. Zum College gehört auch ein Forschungsinstitut, das Von Hügel Institute, das sich mit der Rolle der katholischen Tradition in der modernen Gesellschaft und im Zusammenhang mit Naturwissenschaft auseinandersetzt. Ein weiteres, 2006 gegründetes Institut, das Faraday Institute for Science and Religion, das sich mit dem Verhältnis von Glauben und Wissenschaft beschäftigt, wurde 2018 als unabhängige Wohltätigkeitsorganisation aus dem College ausgegliedert.

## Zahlen zu den Studierenden
Im Dezember 2022 waren 716 Studierende am St Edmund’s College eingeschrieben. Davon strebten 188 (26,3 %) ihren ersten Studienabschluss an, sie waren also undergraduates. 528 (73,7 %) arbeiteten auf einen weiteren Abschluss hin, sie waren postgraduates. 2020 waren es 644 Studierende gewesen, davon 518 im weiterführenden Studium, 2021 insgesamt 726.

## Persönlichkeiten
Der Physiker Georges Lemaître verbrachte 1923 bis 1924 ein Jahr am Edmund’s House, wo er von Arthur Eddington mit kosmologischen Fragestellungen bekannt gemacht wurde. Mit seiner Veröffentlichung von 1927 wurde Lemaître zum Begründer der Urknalltheorie.

### Ehrenprofessuren
Zu den Persönlichkeiten, denen eine Ehrenprofessur am St Edmunds College verliehen wurde, gehören:
- Joaquín Almunia (* 1948), spanischer Politiker, von 2004 bis 2014 Mitglied der Europäischen Kommission
- Martin Evans (* 1941), Genetiker, Nobelpreisträger
- Mary McAleese (* 1951), von 1997 bis 2011 Präsidentin von Irland